# Milad Salem
Milad Salem Nahimi (persan : میلاد سالم) (né le 2 mars 1988 à Kaboul) est un joueur de football allemand d'origine afghane jouant au SV Pars Neu-Isenburg.

## Biographie

### En club
Après avoir évolué dans divers clubs durant sa jeunesse, il intègre le centre de formation de l'Eintracht Francfort à l'âge de 16 ans. En 2007, il commence sa carrière senior avec l'équipe réserve qui évolue en Oberliga (D4). Il dispute son premier match le 3 août 2007 contre le SV Viktoria Aschaffenbourg (défaite 4-2). Il fait 27 apparitions et inscrit un but, le 8 décembre contre le TSG Wörsdorf (défaite 3-2). Sa deuxième saison au club est plus compliqué puisqu'il ne participe qu'à quatre rencontres lors de la première partie de l'exercice. Il décide donc de quitter le club au mercato hivernal.
Il rejoint alors le Germania Ober-Roden qui évolue une division en dessous, en Hessenliga. Il ne prend part à aucune rencontre jusqu'à la fin de la saison. Il fait ses débuts le 25 juillet 2009 face au SG Rot-Weiss Francfort (défaite 1-0). Il inscrit son premier but le 8 août lors de la victoire 2-1 contre le VfB Marburg. Malgré ses 10 buts, l'équipe termine à la position de premier relégable à l'issue du championnat.
Il s'engage donc avec le Wehen Wiesbaden en 3. Liga. Il fait ses débuts le 21 août face à l'Eintracht Brunswick (victoire 2-1) et inscrit son premier but le 26 février 2011 lors de la victoire 5-2 contre le 1. FC Heidenheim 1846. Lors de cette saison, il remporte la Coupe de Hesse, avec une victoire 3-0 face au KSV Hessen Kassel en finale. Il quitte le club après deux saisons.
En juillet 2012, il rejoint le SV Elversberg. Il joue son premier match le 4 août contre le SC 07 Idar-Oberstein. Il inscrit sa première réalisation lors de la victoire 2-0 contre le SG Sonnenhof Großaspach le 27 mars 2013. Le club termine à la deuxième place de Regionalliga Sud Ouest (D4) et obtient la promotion en 3. Liga en disposant de la réserve du TSV 1860 Munich lors des barrages. Malheureusement, l'équipe termine en position de relégable et il quitte le club.
Il reste en troisième division puisqu'il rejoint le VfL Osnabrück lors du mercato d'été 2014. Il marque dès ses débuts le 26 juillet contre le FC Energie Cottbus (défaite 3-1). Sa saison prend fin en février puisqu'il se blesse gravement au genou. Ses partenaires s'imposent en finale de la Coupe de Basse-Saxe durant son absence. Il résilie son contrat en juin 2015.
Il s'engage alors avec le Holstein Kiel mais subit une déchirure du ligament croisé antérieur avant le début du championnat et revient seulement en avril 2016. Après quelques matchs en réserve, il joue son premier et unique match de la saison en équipe première le 30 avril contre l'équipe réserve du VfB Stuttgart (victoire 1-0). Il marque son unique but avec Kiel lors de la saison suivante, le 3 décembre 2016 contre le FC Hansa Rostock (victoire 4-1). L'équipe termine à la deuxième place en 3. Liga et remporte la Coupe du Schleswig-Holstein. Néanmoins, il quitte le navire lors du mercato hivernal.
Il rejoint alors le FSV Francfort, club qu'il a côtoyé durant sa jeunesse, pour y terminer la saison. Il fait ses débuts le 4 février 2017 contre le Rot-Weiß Erfurt. Malheureusement il  dispute seulement huit rencontres avant de se blesser et l'équipe termine bonne dernière de 3. Liga.
En juillet 2017, il retourne au SV Elversberg en quatrième division. Il dispute 13 matchs et inscrit un but, le 3 octobre, contre le SV Röchling Völklingen 06 (victoire 3-1). Il n'est pas retenu une seule fois dans le groupe sur la deuxième partie de saison et décide de quitter le club en juillet 2018, à un an de la fin de son contrat.
Après un an sans club, il se relance au SV Eintracht Trèves 1905 en Oberliga Rheinland-Pfalz/Saar (D5). Il marque dès la première journée lors de la défaite 2-1 face à l'Arminia Ludwigshafen. Il prend part à toutes les rencontres jusqu'à l'arrêt des championnats à cause de la pandémie de Covid-19.
Durant l'été 2020, il s'engage avec le FC Gießen qui évolue un niveau au-dessus, en Regionalliga Sud Ouest. Il joue son premier match sous ses nouvelles couleurs en championnat le 1er septembre contre son ancien club le SV Elversberg (défaite 1-0). Il inscrit son premier but le 27 mars 2021 lors du match nul 1-1 contre le Bahlinger SC.

### En sélection
Il honore sa première sélection en équipe d'Afghanistan le 13 novembre 2016, en amical contre le Tadjikistan (défaite 1-0). 
Il dispute ensuite trois matchs dans le cadre des éliminatoires de la Coupe d'Asie 2019.

## Palmarès

### En club
- 3. Liga (D3)
  - Vice-champion : 2016-2017
- Regionalliga Sud Ouest (D4)
  - Vice-champion : 2012-2013
- Coupe de Hesse
  - Vainqueur : 2010-2011
- Coupe de Basse-Saxe
  - Vainqueur : 2014-2015
- Coupe du Schleswig-Holstein
  - Vainqueur : 2016-2017